# Saison 2023-2024 des Nets de Brooklyn
La saison 2023-2024 des Nets de Brooklyn est la 57e saison de la franchise et la 48e au sein de la National Basketball Association (NBA). C'est la 12e saison dans la ville de Brooklyn.
Le 3 avril, les Nets sont éliminés de la course aux playoffs. Ils terminent avec un bilan de  32 victoires et 50 défaites, à la quatrième place de la division Atlantique, la onzième de la conférence.

## Draft
| Tour | Choix | Joueur          | Poste | Nationalité | Provenance                |
| ---- | ----- | --------------- | ----- | ----------- | ------------------------- |
| 1    | 21    | Noah Clowney    | PF    | États-Unis  | Crimson Tide de l'Alabama |
| 1    | 22    | Dariq Whitehead | SG    | États-Unis  | Blue Devils de Duke       |
| 2    | 51    | Jalen Wilson    | SF    | États-Unis  | Jayhawks du Kansas        |

## Matchs

### Summer League
| Summer League Total: 3-2 |

| Match | Date match | Équipe    | Score         | Meilleur marqueur   | Meilleur rebondeur   | Meilleur passeur     | Lieux Spectateurs      | Série |
| ----- | ---------- | --------- | ------------- | ------------------- | -------------------- | -------------------- | ---------------------- | ----- |
| 1     | 7 juillet  | Cleveland | D 97-101      | Brooks, Wilson (17) | Noah Clowney (7)     | David Duke Jr. (4)   | Cox Pavilion 0         | 0 - 1 |
| 2     | 9 juillet  | New York  | V 98-80       | David Duke Jr. (19) | Jalen Wilson (8)     | Kennedy Chandler (7) | Cox Pavilion 0         | 1 - 1 |
| 3     | 11 juillet | Milwaukee | V 92-71       | David Duke Jr. (24) | Duke Jr., Wilson (8) | Kennedy Chandler (7) | Cox Pavilion 0         | 2 - 1 |
| 4     | 13 juillet | Toronto   | V 99-94       | Jalen Wilson (17)   | Armoni Brooks (9)    | Brooks, Gray (4)     | Thomas & Mack Center 0 | 3 - 1 |
| 5     | 16 juillet | Cleveland | D 99-102 (OT) | Brooks, Wilson (22) | Jalen Wilson (11)    | Kennedy Chandler (7) | Thomas & Mack Center 0 | 3 - 2 |

### Pré-saison
| Pré-saison Total: 2-2 (Domicile : 1-1; Extérieur : 1-1) |

| Match | Date match | Équipe           | Score     | Meilleur marqueur   | Meilleur rebondeur  | Meilleur passeur | Lieux Spectateurs      | Série |
| ----- | ---------- | ---------------- | --------- | ------------------- | ------------------- | ---------------- | ---------------------- | ----- |
| 1     | 9 octobre  | @ L.A. Lakers    | D 126-129 | Cameron Thomas (26) | Noah Clowney (8)    | Ben Simmons (3)  | T-Mobile Arena 0       | 0 - 1 |
| 2     | 12 octobre | Maccabi Ra'anana | V 135-103 | Mikal Bridges (23)  | Darius Bazley (14)  | Ben Simmons (9)  | Barclays Center 12 346 | 1 - 1 |
| 3     | 16 octobre | Philadelphie     | D 119-127 | Cameron Thomas (18) | Day'Ron Sharpe (10) | Ben Simmons (9)  | Barclays Center 14 966 | 1 - 2 |
| 4     | 18 octobre | @ Miami          | V 107-104 | Lonnie Walker (22)  | Day'Ron Sharpe (11) | Ben Simmons (7)  | Kaseya Center 19 600   | 2 - 2 |

### Saison régulière
| Saison régulière Total: 32-50 (Domicile : 20-21; Extérieur : 12-29) |

| Match | Date       | Équipe      | Score     | Meilleur marqueur   | Meilleur rebondeur    | Meilleur passeur       | Lieux Spectateurs               | Série |
| ----- | ---------- | ----------- | --------- | ------------------- | --------------------- | ---------------------- | ------------------------------- | ----- |
| 1     | 25 octobre | Cleveland   | D 113-114 | Cameron Thomas (36) | Ben Simmons (10)      | Ben Simmons (9)        | Barclays Center 17 931          | 0 - 1 |
| 2     | 27 octobre | @ Dallas    | D 120-125 | Cameron Thomas (30) | O'Neale, Simmons (10) | Dinwiddie, Simmons (8) | American Airlines Center 20 238 | 0 - 2 |
| 3     | 30 octobre | @ Charlotte | V 133-121 | Cameron Thomas (33) | Ben Simmons (10)      | Ben Simmons (8)        | Spectrum Center 14 491          | 1 - 2 |

| Match                                                                      | Date match   | Équipe        | Score          | Meilleur marqueur        | Meilleur rebondeur      | Meilleur passeur       | Lieux Spectateurs       | Série |
| -------------------------------------------------------------------------- | ------------ | ------------- | -------------- | ------------------------ | ----------------------- | ---------------------- | ----------------------- | ----- |
| 4                                                                          | 1er novembre | @ Miami       | V 109-105      | Mikal Bridges (21)       | Ben Simmons (11)        | Trois joueurs (5)      | Kaseya Center 19 600    | 2 - 2 |
| 5                                                                          | 3 novembre   | @ Chicago*    | V 109-107      | Dorian Finney-Smith (21) | Day'Ron Sharpe (10)     | Spencer Dinwiddie (9)  | United Center 20 645    | 3 - 2 |
| 6                                                                          | 4 novembre   | Boston        | D 114-124      | Cameron Thomas (27)      | Dorian Finney-Smith (8) | Spencer Dinwiddie (6)  | Barclays Center 17 983  | 3 - 3 |
| 7                                                                          | 6 novembre   | Milwaukee     | D 125-129      | Cameron Thomas (45)      | Ben Simmons (15)        | Bridges, Simmons (4)   | Barclays Center 17 935  | 3 - 4 |
| 8                                                                          | 8 novembre   | L.A. Clippers | V 100-93       | Lonnie Walker IV (21)    | O'Neale, Sharpe (10)    | Mikal Bridges (7)      | Barclays Center 17 933  | 4 - 4 |
| 9                                                                          | 10 novembre  | @ Boston*     | D 107-121      | Lonnie Walker IV (20)    | Walker IV, Watford (7)  | Spencer Dinwiddie (9)  | TD Garden 19 156        | 4 - 5 |
| 10                                                                         | 12 novembre  | Washington    | V 102-94       | Mikal Bridges (27)       | Bridges, Claxton (13)   | Dennis Smith Jr. (6)   | Barclays Center 17 732  | 5 - 5 |
| 11                                                                         | 14 novembre  | Orlando*      | V 124-104      | Spencer Dinwiddie (29)   | Day'Ron Sharpe (10)     | Spencer Dinwiddie (9)  | Barclays Center 17 361  | 6 - 5 |
| 12                                                                         | 16 novembre  | @ Miami       | D 115-122      | Bridges, Walker IV (23)  | Mikal Bridges (7)       | Spencer Dinwiddie (7)  | Kaseya Center 19 866    | 6 - 6 |
| 13                                                                         | 19 novembre  | Philadelphie  | D 99-121       | Lonnie Walker IV (26)    | Nicolas Claxton (9)     | Spencer Dinwiddie (5)  | Barclays Center 17 934  | 6 - 7 |
| 14                                                                         | 22 novembre  | @ Atlanta     | D 145-147 (OT) | Mikal Bridges (45)       | Nicolas Claxton (11)    | Spencer Dinwiddie (12) | State Farm Arena 17 340 | 6 - 8 |
| 15                                                                         | 25 novembre  | Miami         | V 112-97       | Mikal Bridges (24)       | Cameron Johnson (10)    | Spencer Dinwiddie (11) | Barclays Center 17 817  | 7 - 8 |
| 16                                                                         | 26 novembre  | Chicago       | V 118-109      | Spencer Dinwiddie (24)   | O'Neale, Sharpe (9)     | Spencer Dinwiddie (7)  | Barclays Center 16 687  | 8 - 8 |
| 17                                                                         | 28 novembre  | Toronto*      | V 115-103      | Spencer Dinwiddie (23)   | Mikal Bridges (10)      | Spencer Dinwiddie (8)  | Barclays Center 15 844  | 9 - 8 |
| 18                                                                         | 30 novembre  | Charlotte     | D 128-129      | Cameron Thomas (26)      | Nicolas Claxton (14)    | Spencer Dinwiddie (8)  | Barclays Center 16 072  | 9 - 9 |
| *Matchs comptant pour la phase de groupe du NBA In-Season Tournament 2023. |              |               |                |                          |                         |                        |                         |       |

| Match | Date match  | Équipe          | Score     | Meilleur marqueur      | Meilleur rebondeur    | Meilleur passeur       | Lieux Spectateurs           | Série   |
| ----- | ----------- | --------------- | --------- | ---------------------- | --------------------- | ---------------------- | --------------------------- | ------- |
| 19    | 2 décembre  | Orlando         | V 129-101 | Mikal Bridges (42)     | Dennis Smith Jr. (11) | Royce O'Neale (7)      | Barclays Center 17 966      | 10 - 9  |
| 20    | 6 décembre  | @ Atlanta       | V 114-113 | Mikal Bridges (32)     | Claxton, Sharpe (10)  | Mikal Bridges (6)      | State Farm Arena 15 906     | 11 - 9  |
| 21    | 8 décembre  | Washington      | V 124-97  | Mikal Bridges (21)     | Nicolas Claxton (15)  | Spencer Dinwiddie (9)  | Barclays Center 16 587      | 12 - 9  |
| 22    | 11 décembre | @ Sacramento    | D 118-131 | Mikal Bridges (22)     | Nicolas Claxton (10)  | Spencer Dinwiddie (8)  | Golden 1 Center 17 794      | 12 - 10 |
| 23    | 13 décembre | @ Phoenix       | V 116-112 | Cameron Thomas (24)    | Spencer Dinwiddie (8) | Spencer Dinwiddie (7)  | Footprint Center 17 071     | 13 - 10 |
| 24    | 14 décembre | @ Denver        | D 101-124 | Spencer Dinwiddie (17) | Day'Ron Sharpe (13)   | Spencer Dinwiddie (8)  | Ball Arena 19 636           | 13 - 11 |
| 25    | 16 décembre | @ Golden State  | D 120-124 | Cameron Thomas (41)    | Nicolas Claxton (12)  | Spencer Dinwiddie (14) | Chase Center 18 064         | 13 - 12 |
| 26    | 18 décembre | @ Utah          | D 108-125 | Cameron Thomas (32)    | Spencer Dinwiddie (8) | Spencer Dinwiddie (11) | Delta Center 18 206         | 13 - 13 |
| 27    | 20 décembre | New York        | D 102-121 | Johnson, Thomas (20)   | Day'Ron Sharpe (15)   | Royce O'Neale (6)      | Barclays Center 18 071      | 13 - 14 |
| 28    | 22 décembre | Denver          | D 117-122 | Cameron Thomas (23)    | Nicolas Claxton (16)  | Bridges, Claxton (6)   | Barclays Center 17 732      | 13 - 15 |
| 29    | 23 décembre | Détroit         | V 126-115 | Mikal Bridges (29)     | Nicolas Claxton (7)   | Bridges, Dinwiddie (7) | Barclays Center 17 732      | 14 - 15 |
| 30    | 26 décembre | @ Détroit       | V 118-112 | Cameron Johnson (24)   | Claxton, Sharpe (11)  | Spencer Dinwiddie (6)  | Little Caesars Arena 19 811 | 15 - 15 |
| 31    | 27 décembre | Milwaukee       | D 122-144 | Jalen Wilson (21)      | Jalen Wilson (10)     | Dennis Smith Jr. (8)   | Barclays Center 18 199      | 15 - 16 |
| 32    | 29 décembre | @ Washington    | D 104-110 | Mikal Bridges (19)     | Nicolas Claxton (12)  | Spencer Dinwiddie (6)  | Capital One Arena 16 825    | 15 - 17 |
| 33    | 31 décembre | @ Oklahoma City | D 108-124 | Mikal Bridges (22)     | Nicolas Claxton (16)  | Mikal Bridges (7)      | Paycom Center 18 203        | 15 - 18 |

| Match | Date match | Équipe                | Score          | Meilleur marqueur       | Meilleur rebondeur      | Meilleur passeur        | Lieux Spectateurs           | Série   |
| ----- | ---------- | --------------------- | -------------- | ----------------------- | ----------------------- | ----------------------- | --------------------------- | ------- |
| 34    | 2 janvier  | @ La Nouvelle-Orléans | D 85-112       | Cameron Johnson (17)    | Day'Ron Sharpe (9)      | Dinwiddie, O'Neale (5)  | Smoothie King Center 16 253 | 15 - 19 |
| 35    | 3 janvier  | @ Houston             | D 101-112      | Bridges, Johnson (15)   | Nicolas Claxton (13)    | Trois joueurs (5)       | Toyota Center 16 563        | 15 - 20 |
| 36    | 5 janvier  | Oklahoma City         | V 124-115      | Claxton, Dinwiddie (23) | Nicolas Claxton (13)    | Dennis Smith Jr. (7)    | Barclays Center 18 147      | 16 - 20 |
| 37    | 7 janvier  | Portland              | D 127-134 (OT) | Mikal Bridges (42)      | Nicolas Claxton (11)    | Dennis Smith Jr. (10)   | Barclays Center 17 732      | 16 - 21 |
| 38    | 11 janvier | @ Cleveland           | D 102-111      | Mikal Bridges (26)      | Nicolas Claxton (11)    | Dennis Smith Jr. (5)    | Accor Arena, Paris 15 887   | 16 - 22 |
| 39    | 15 janvier | Miami                 | D 95-96 (OT)   | Mikal Bridges (26)      | Nicolas Claxton (13)    | Mikal Bridges (6)       | Barclays Center 17 893      | 16 - 23 |
| 40    | 17 janvier | @ Portland            | D 103-105      | Mikal Bridges (21)      | Nicolas Claxton (12)    | Spencer Dinwiddie (7)   | Moda Center 17 021          | 16 - 24 |
| 41    | 19 janvier | @ L.A. Lakers         | V 130-112      | Cameron Thomas (33)     | Nicolas Claxton (14)    | Trois joueurs (5)       | Crypto.com Arena 18 997     | 17 - 24 |
| 42    | 21 janvier | @ L.A. Clippers       | D 114-125      | Mikal Bridges (26)      | Dorian Finney-Smith (9) | Spencer Dinwiddie (7)   | Crypto.com Arena 19 370     | 17 - 25 |
| 43    | 23 janvier | New York              | D 103-108      | Mikal Bridges (36)      | Nicolas Claxton (17)    | Dorian Finney-Smith (7) | Barclays Center 17 732      | 17 - 26 |
| 44    | 25 janvier | Minnesota             | D 94-96        | Cameron Thomas (25)     | Nicolas Claxton (11)    | Nicolas Claxton (4)     | Barclays Center 17 732      | 17 - 27 |
| 45    | 27 janvier | Houston               | V 106-104      | Cameron Thomas (37)     | Nicolas Claxton (13)    | Spencer Dinwiddie (9)   | Barclays Center 17 732      | 18 - 27 |
| 46    | 29 janvier | Utah                  | V 147-114      | Mikal Bridges (33)      | Nicolas Claxton (10)    | Ben Simmons (11)        | Barclays Center 16 054      | 19 - 27 |
| 47    | 31 janvier | Phoenix               | D 120-136      | Cameron Thomas (25)     | Nicolas Claxton (9)     | Lonnie Walker IV (7)    | Barclays Center 17 732      | 19 - 28 |

| Match                  | Date match | Équipe         | Score     | Meilleur marqueur    | Meilleur rebondeur      | Meilleur passeur         | Lieux Spectateurs         | Série   |
| ---------------------- | ---------- | -------------- | --------- | -------------------- | ----------------------- | ------------------------ | ------------------------- | ------- |
| 48                     | 3 février  | @ Philadelphie | V 136-121 | Cameron Thomas (40)  | Nicolas Claxton (15)    | Spencer Dinwiddie (6)    | Wells Fargo Center 20 673 | 20 - 28 |
| 49                     | 5 février  | Golden State   | D 98-109  | Cameron Thomas (18)  | Johnson, Smith Jr. (8)  | Dinwiddie, Smith Jr. (5) | Barclays Center 17 919    | 20 - 29 |
| 50                     | 6 février  | Dallas         | D 107-119 | Mikal Bridges (28)   | Nicolas Claxton (11)    | Cameron Thomas (8)       | Barclays Center 17 732    | 20 - 30 |
| 51                     | 8 février  | Cleveland      | D 95-118  | Mikal Bridges (26)   | Nicolas Claxton (7)     | Dennis Smith Jr. (7)     | Barclays Center 17 304    | 20 - 31 |
| 52                     | 10 février | San Antonio    | V 123-103 | Cameron Thomas (25)  | Nicolas Claxton (11)    | Dennis Schröder (12)     | Barclays Center 18 005    | 21 - 31 |
| 53                     | 13 février | Boston         | D 110-118 | Mikal Bridges (27)   | Nicolas Claxton (8)     | Ben Simmons (8)          | Barclays Center 18 053    | 21 - 32 |
| 54                     | 14 février | @ Boston       | D 86-136  | Trendon Watford (15) | Nicolas Claxton (8)     | Dennis Smith Jr. (5)     | TD Garden 19 156          | 21 - 33 |
| NBA All-Star Game 2024 |            |                |           |                      |                         |                          |                           |         |
| 55                     | 22 février | @ Toronto      | D 93-121  | Mikal Bridges (21)   | Nicolas Claxton (10)    | Simmons, Thomas (4)      | Scotiabank Arena 19 800   | 21 - 34 |
| 56                     | 24 février | @ Minnesota    | D 86-101  | Cameron Thomas (18)  | Dorian Finney-Smith (9) | Mikal Bridges (8)        | Target Center 18 024      | 21 - 35 |
| 57                     | 26 février | @ Memphis      | V 111-86  | Dennis Schröder (18) | Dorian Finney-Smith (9) | Schröder, Thomas (5)     | FedExForum 15 417         | 22 - 35 |
| 58                     | 27 février | @ Orlando      | D 81-108  | Dennis Schröder (15) | Trendon Watford (7)     | Dennis Smith Jr. (5)     | Kia Center 17 708         | 22 - 36 |
| 59                     | 29 février | Atlanta        | V 124-97  | Cameron Johnson (29) | Trois joueurs (8)       | Dennis Schröder (7)      | Barclays Center 17 284    | 23 - 36 |

| Match | Date match | Équipe              | Score          | Meilleur marqueur           | Meilleur rebondeur   | Meilleur passeur    | Lieux Spectateurs                 | Série   |
| ----- | ---------- | ------------------- | -------------- | --------------------------- | -------------------- | ------------------- | --------------------------------- | ------- |
| 60    | 2 mars     | Atlanta             | V 114-102      | Mikal Bridges (38)          | Nicolas Claxton (13) | Dennis Schröder (8) | Barclays Center 18 075            | 24 - 36 |
| 61    | 4 mars     | Memphis             | D 102-106      | Nicolas Claxton (21)        | Nicolas Claxton (6)  | Dennis Schröder (9) | Barclays Center 15 847            | 24 - 37 |
| 62    | 5 mars     | Philadelphie        | V 112-107      | Finney-Smith, Schröder (20) | Nicolas Claxton (10) | Dennis Schröder (8) | Barclays Center 17 086            | 25 - 37 |
| 63    | 7 mars     | @ Détroit           | D 112-118      | Dennis Schröder (31)        | Nicolas Claxton (10) | Dennis Schröder (8) | Little Caesars Arena 19 011       | 25 - 38 |
| 64    | 9 mars     | @ Charlotte         | D 99-110       | Cameron Thomas (31)         | Nicolas Claxton (10) | Dennis Schröder (7) | Spectrum Center 19 090            | 25 - 39 |
| 65    | 10 mars    | @ Cleveland         | V 120-101      | Cameron Thomas (29)         | Nicolas Claxton (10) | Dennis Schröder (8) | Rocket Mortgage FieldHouse 19 432 | 26 - 39 |
| 66    | 13 mars    | @ Orlando           | D 106-114      | Cameron Thomas (21)         | Cameron Thomas (8)   | Nicolas Claxton (5) | Kia Center 18 846                 | 26 - 40 |
| 67    | 16 mars    | @ Indiana           | D 100-121      | Cameron Thomas (22)         | Nicolas Claxton (10) | Dennis Schröder (5) | Gainbridge Fieldhouse 17 009      | 26 - 41 |
| 68    | 17 mars    | @ San Antonio       | D 115-122 (OT) | Cameron Thomas (31)         | Nicolas Claxton (14) | Dennis Schröder (7) | Moody Center 16 057               | 26 - 42 |
| 69    | 19 mars    | La Nouvelle-Orléans | D 91-104       | Cameron Thomas (25)         | Day'Ron Sharpe (17)  | Dennis Schröder (5) | Barclays Center 17 732            | 26 - 43 |
| 70    | 21 mars    | @ Milwaukee         | D 108-115      | Mikal Bridges (24)          | Nicolas Claxton (9)  | Dennis Schröder (9) | Fiserv Forum 17 341               | 26 - 44 |
| 71    | 23 mars    | @ New York          | D 93-105       | Cameron Thomas (19)         | Nicolas Claxton (9)  | Cameron Thomas (6)  | Madison Square Garden 19 812      | 26 - 45 |
| 72    | 25 mars    | @ Toronto           | V 96-88        | Schröder, Watford (19)      | Nicolas Claxton (16) | Dennis Schröder (7) | Scotiabank Arena 18 376           | 27 - 45 |
| 73    | 27 mars    | @ Washington        | V 122-119 (OT) | Cameron Thomas (38)         | Nicolas Claxton (13) | Dennis Schröder (8) | Capital One Arena 15 159          | 28 - 45 |
| 74    | 29 mars    | Chicago             | V 125-108      | Cameron Thomas (28)         | Nicolas Claxton (13) | Dennis Schröder (7) | Barclays Center 17 894            | 29 - 45 |
| 75    | 31 mars    | L.A. Lakers         | D 104-116      | Cameron Thomas (30)         | Trendon Watford (8)  | Cameron Thomas (6)  | Barclays Center 18 162            | 29 - 46 |

| Match | Date match | Équipe         | Score     | Meilleur marqueur   | Meilleur rebondeur   | Meilleur passeur       | Lieux Spectateurs            | Série   |
| ----- | ---------- | -------------- | --------- | ------------------- | -------------------- | ---------------------- | ---------------------------- | ------- |
| 76    | 1er avril  | @ Indiana      | D 111-133 | Cameron Thomas (22) | Nicolas Claxton (11) | Mikal Bridges (6)      | Gainbridge Fieldhouse 16 522 | 29 - 47 |
| 77    | 3 avril    | Indiana        | V 115-111 | Cameron Thomas (27) | Nicolas Claxton (13) | Dennis Schröder (11)   | Barclays Center 17 732       | 30 - 47 |
| 78    | 6 avril    | Détroit        | V 113-103 | Cameron Thomas (32) | Nicolas Claxton (9)  | Dennis Schröder (6)    | Barclays Center 17 732       | 31 - 47 |
| 79    | 7 avril    | Sacramento     | D 77-107  | Cameron Thomas (21) | Noah Clowney (10)    | Dennis Schröder (6)    | Barclays Center 17 732       | 31 - 48 |
| 80    | 10 avril   | Toronto        | V 106-102 | Cameron Thomas (23) | Nicolas Claxton (11) | Dennis Schröder (9)    | Barclays Center 17 732       | 32 - 48 |
| 81    | 12 avril   | @ New York     | D 107-111 | Cameron Thomas (41) | Trendon Watford (13) | Cameron Thomas (6)     | Madison Square Garden 19 812 | 32 - 49 |
| 82    | 14 avril   | @ Philadelphie | D 86-107  | Cameron Thomas (18) | Jalen Wilson (9)     | Walker IV, Watford (5) | Wells Fargo Center 20 246    | 32 - 50 |

### Confrontations en saison régulière
| Conférence Est      | Conférence Est                              | Conférence Est                              | Conférence Est                              | Conférence Est                              | Conférence Ouest                            | Conférence Ouest                            | Conférence Ouest                            |
| Division Atlantique | Division Atlantique                         | Division Atlantique                         | Division Atlantique                         | Division Atlantique                         | Division Nord-Ouest                         | Division Nord-Ouest                         | Division Nord-Ouest                         |
| Équipe              | Domicile                                    | Domicile                                    | Extérieur                                   | Extérieur                                   | Équipe                                      | Domicile                                    | Extérieur                                   |
| ------------------- | ------------------------------------------- | ------------------------------------------- | ------------------------------------------- | ------------------------------------------- | ------------------------------------------- | ------------------------------------------- | ------------------------------------------- |
| Boston              | 114-124                                     | 110-118                                     | 107-121                                     | 86-136                                      | Denver                                      | 117-122                                     | 101-124                                     |
|                     |                                             |                                             |                                             |                                             | Minnesota                                   | 94-96                                       | 86-101                                      |
| New York            | 102-121                                     | 103-108                                     | 93-105                                      | 107-111                                     | Oklahoma City                               | 124-115                                     | 108-124                                     |
| Philadelphie        | 99-121                                      | 112-107                                     | 136-121                                     | 86-107                                      | Portland                                    | 127-134 (OT)                                | 103-105                                     |
| Toronto             | 115-103                                     | 106-102                                     | 93-121                                      | 96-88                                       | Utah                                        | 147-114                                     | 108-125                                     |
| Division            | 5–11 (Domicile : 3-5; Extérieur : 2-6)      | 5–11 (Domicile : 3-5; Extérieur : 2-6)      | 5–11 (Domicile : 3-5; Extérieur : 2-6)      | 5–11 (Domicile : 3-5; Extérieur : 2-6)      | Division                                    | 2–8 (Domicile : 2-3; Extérieur : 0-5)       | 2–8 (Domicile : 2-3; Extérieur : 0-5)       |
| Division Centrale   | Division Centrale                           | Division Centrale                           | Division Centrale                           | Division Centrale                           | Division Pacifique                          | Division Pacifique                          | Division Pacifique                          |
| Équipe              | Domicile                                    | Domicile                                    | Extérieur                                   | Extérieur                                   | Équipe                                      | Domicile                                    | Extérieur                                   |
| Chicago             | 118-109                                     | 125-108                                     | 109-107                                     |                                             | Golden State                                | 98-109                                      | 120-124                                     |
| Cleveland           | 113-114                                     | 95-118                                      | 102-111                                     | 120-101                                     | L.A. Clippers                               | 100-93                                      | 114-125                                     |
| Détroit             | 126-115                                     | 113-103                                     | 118-112                                     | 112-118                                     | L.A. Lakers                                 | 104-116                                     | 130-112                                     |
| Indiana             | 115-111                                     |                                             | 100-121                                     | 111-133                                     | Phoenix                                     | 120-136                                     | 116-112                                     |
| Milwaukee           | 125-129                                     | 122-144                                     | 108-115                                     |                                             | Sacramento                                  | 77-107                                      | 118-131                                     |
| Division            | 8–9 (Domicile : 5-4; Extérieur : 3-5)       | 8–9 (Domicile : 5-4; Extérieur : 3-5)       | 8–9 (Domicile : 5-4; Extérieur : 3-5)       | 8–9 (Domicile : 5-4; Extérieur : 3-5)       | Division                                    | 3–7 (Domicile : 1-4; Extérieur : 2-3)       | 3–7 (Domicile : 1-4; Extérieur : 2-3)       |
| Division Sud-Est    | Division Sud-Est                            | Division Sud-Est                            | Division Sud-Est                            | Division Sud-Est                            | Division Sud-Ouest                          | Division Sud-Ouest                          | Division Sud-Ouest                          |
| Équipe              | Domicile                                    | Domicile                                    | Extérieur                                   | Extérieur                                   | Équipe                                      | Domicile                                    | Extérieur                                   |
| Atlanta             | 124-97                                      | 114-102                                     | 145-147 (OT)                                | 114-113                                     | Dallas                                      | 107-119                                     | 120-125                                     |
| Charlotte           | 128-129                                     |                                             | 133-121                                     | 99-110                                      | Houston                                     | 106-104                                     | 101-112                                     |
| Miami               | 112-97                                      | 95-96 (OT)                                  | 109-105                                     | 115-122                                     | Memphis                                     | 102-106                                     | 111-86                                      |
| Orlando             | 124-104                                     | 129-101                                     | 81-108                                      | 106-114                                     | New Orleans                                 | 91-104                                      | 85-112                                      |
| Washington          | 102-94                                      | 124-97                                      | 104-110                                     | 122-119 (OT)                                | San Antonio                                 | 123-103                                     | 115-122 (OT)                                |
| Division            | 11–8 (Domicile : 7-2; Extérieur : 4-6)      | 11–8 (Domicile : 7-2; Extérieur : 4-6)      | 11–8 (Domicile : 7-2; Extérieur : 4-6)      | 11–8 (Domicile : 7-2; Extérieur : 4-6)      | Division                                    | 3–7 (Domicile : 2-3; Extérieur : 1-4)       | 3–7 (Domicile : 2-3; Extérieur : 1-4)       |
| Conférence          | 34–28 (Domicile : 15–11; Extérieur : 9–17)  | 34–28 (Domicile : 15–11; Extérieur : 9–17)  | 34–28 (Domicile : 15–11; Extérieur : 9–17)  | 34–28 (Domicile : 15–11; Extérieur : 9–17)  | Conférence                                  | 8–22 (Domicile : 5–10; Extérieur : 3–12)    | 8–22 (Domicile : 5–10; Extérieur : 3–12)    |
| Total               | 32–50 (Domicile : 20–21; Extérieur : 12–29) | 32–50 (Domicile : 20–21; Extérieur : 12–29) | 32–50 (Domicile : 20–21; Extérieur : 12–29) | 32–50 (Domicile : 20–21; Extérieur : 12–29) | 32–50 (Domicile : 20–21; Extérieur : 12–29) | 32–50 (Domicile : 20–21; Extérieur : 12–29) | 32–50 (Domicile : 20–21; Extérieur : 12–29) |

## Classements

### Saison régulière
| Conférence Est | Conférence Est             | Conférence Est | Conférence Est | Conférence Est | Conférence Est | Conférence Est | Conférence Est |
| No             | Franchise                  | Vic.           | Déf.           | MJ             | V/D            | GB             |                |
| -------------- | -------------------------- | -------------- | -------------- | -------------- | -------------- | -------------- | -------------- |
| 1              | z - Celtics de Boston      | 64             | 18             | 82             | .780           | –              |                |
| 2              | x - Knicks de New York     | 50             | 32             | 82             | .610           | 14             |                |
| 3              | y - Bucks de Milwaukee     | 49             | 33             | 82             | .598           | 15             |                |
| 4              | x - Cavaliers de Cleveland | 48             | 34             | 82             | .585           | 16             |                |
| 5              | y - Magic d'Orlando        | 47             | 35             | 82             | .573           | 17             |                |
| 6              | x - Pacers de l'Indiana    | 47             | 35             | 82             | .573           | 17             |                |
|                |                            |                |                |                |                |                |                |
| 7              | x - 76ers de Philadelphie  | 47             | 35             | 82             | .573           | 17             |                |
| 8              | x - Heat de Miami          | 46             | 36             | 82             | .561           | 18             |                |
| 9              | pi - Bulls de Chicago      | 39             | 43             | 82             | .476           | 25             |                |
| 10             | pi - Hawks d'Atlanta       | 36             | 46             | 82             | .439           | 28             |                |
|                |                            |                |                |                |                |                |                |
| 11             | o - Nets de Brooklyn       | 32             | 50             | 82             | .390           | 32             |                |
| 12             | o - Raptors de Toronto     | 25             | 57             | 82             | .305           | 39             |                |
| 13             | o - Hornets de Charlotte   | 21             | 61             | 82             | .256           | 43             |                |
| 14             | o - Wizards de Washington  | 15             | 67             | 82             | .183           | 49             |                |
| 15             | o - Pistons de Détroit     | 14             | 68             | 82             | .171           | 50             |                |

| Division Atlantique       | V  | D  | MJ | V/D  | GB | Dom   | Ext   | Div  |
| ------------------------- | -- | -- | -- | ---- | -- | ----- | ----- | ---- |
| c - Celtics de Boston     | 64 | 18 | 82 | .780 | –  | 37-4  | 27-14 | 15-2 |
| x - Knicks de New York    | 50 | 32 | 82 | .610 | 14 | 27-14 | 23-18 | 12-5 |
| x - 76ers de Philadelphie | 47 | 35 | 82 | .573 | 17 | 25-16 | 22-19 | 8-8  |
| o - Nets de Brooklyn      | 32 | 50 | 82 | .390 | 32 | 20-21 | 12-29 | 5-11 |
| o - Raptors de Toronto    | 25 | 57 | 82 | .305 | 39 | 14-27 | 11-30 | 1-15 |

### NBA In-Season Tournament
| Rang | Équipe             | Pts | J | G | P | Pp  | Pc  | Diff |
| ---- | ------------------ | --- | - | - | - | --- | --- | ---- |
| 1    | Celtics de Boston  | 7   | 4 | 3 | 1 | 449 | 422 | 27   |
| 2    | Magic d'Orlando    | 7   | 4 | 3 | 1 | 446 | 424 | 22   |
| 3    | Nets de Brooklyn   | 7   | 4 | 3 | 1 | 455 | 435 | 20   |
| 4    | Raptors de Toronto | 4   | 4 | 1 | 3 | 436 | 457 | -21  |
| 5    | Bulls de Chicago   | 4   | 4 | 0 | 4 | 409 | 457 | -48  |